# Kirkjubæjarklaustur
Kirkjubæjarklaustur  este un sat în Islanda cu o populație de 120 locuitori conform recensământului din 2011. Atestat încă din 1550 acest sat este un important centru turistic pentru locuitorii  Islandei aici aflându-se numeroase atracții turistice cum ar fi: craterele Laki, canionul Eldgjá și Skaftafell acestea fiind părți ale Parcului Național Vatnajökull, tot aici se află și cel mai înalt arbore din Islanda, fiind un molid sitka cu o înălțime de 25,2 m.